# Fanny Goldberger
Fanny Goldberger (născută Fani Mates) (n. 26 decembrie 1913) fost o comunistă evreică, ce a lucrat ca șefă de cabinet a lui Petre Borilă (Iordan Dragan Rusev). Ulterior, a devenit Șefa Secretariatului General a Consiliului de Miniștri. Anterior lucrase la Cancelaria Comitetului Central..

## Distincții
- Medalia „A cincea aniversare a Republicii Populare Române” (24 decembrie 1952) „pentru lupta și munca duse în vederea făuririi, consolidării și prosperării Republicii Populare Române”[2]
- Medalia „40 de ani de la înființarea Partidului Comunist din Romînia” (6 mai 1961) „pentru activitate îndelungată în mișcarea muncitorească și merite în opera de construire a socialismului”[3]
- Ordinul „Tudor Vladimirescu” clasa a II-a (4 mai 1971) „cu prilejul aniversării a 50 de ani de la constituirea Partidului Comunist Român, [...] pentru activitate îndelungată în mișcarea muncitorească și merite deosebite în opera de construire a socialismului”[4]